# Adam Barrett
Adam Barrett (né le 30 juillet 1992 à Reading) est un nageur britannique, spécialiste du papillon.
En nageant le papillon, il remporte la médaille d'or du relais 4 x 100 m 4 nages lors des Championnats d'Europe de natation 2014 à Berlin. juste avant il avait remporté deux médailles de bronze lors des Jeux du Commonwealth 2014 à Glasgow, sur 100 m papillon et relais 4 x 100 m nage libre, en plus de la médaille d'or du relais 4 x 100 m 4 nages pour l'Angleterre.